# Camelia
Camelia är en ort i Mexiko.   Den ligger i kommunen Pachuca de Soto och delstaten Hidalgo, i den sydöstra delen av landet, 90 km nordost om huvudstaden Mexico City. Camelia ligger 2 580 meter över havet och antalet invånare är 1 178.
Terrängen runt Camelia är varierad. Runt Camelia är det mycket tätbefolkat, med 1 135 invånare per kvadratkilometer. Närmaste större samhälle är Pachuca de Soto, 3,8 km söder om Camelia. Omgivningarna runt Camelia är i huvudsak ett öppet busklandskap.